# Graphisurus eucharis
Graphisurus eucharis là một loài bọ cánh cứng trong họ Cerambycidae.